# Wiesenau
Wiesenau (Ausspracheⓘ, niedersorbisch Łuka) ist eine zum Amt Brieskow-Finkenheerd gehörende Gemeinde im Landkreis Oder-Spree im Osten Brandenburgs. Bis 1919 hieß der Ort Krebsjauche.

## Gemeindegliederung
Zur Gemeinde gehört der Wohnplatz Kunitzer Loose.

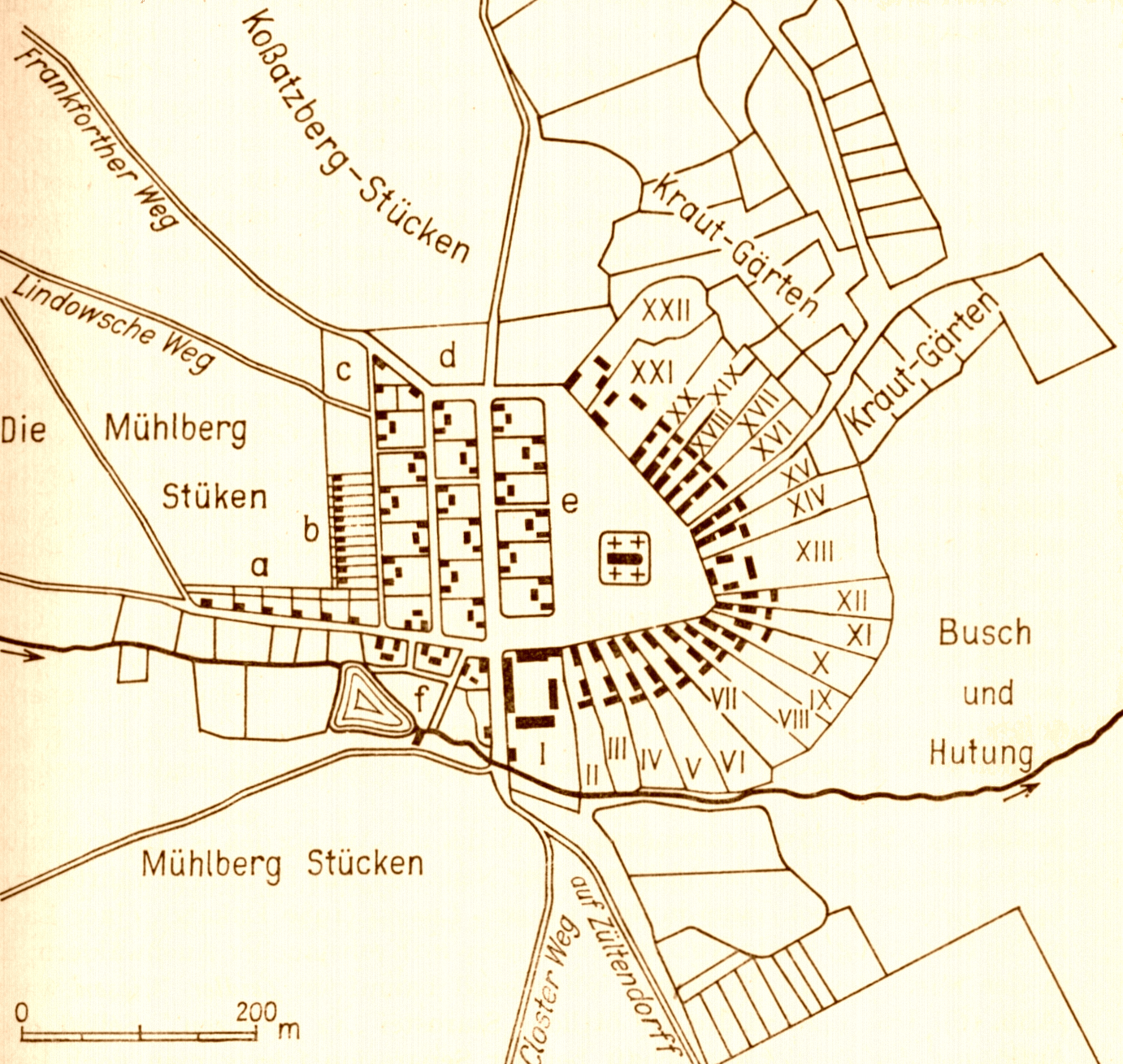
Dorfplan von 1760

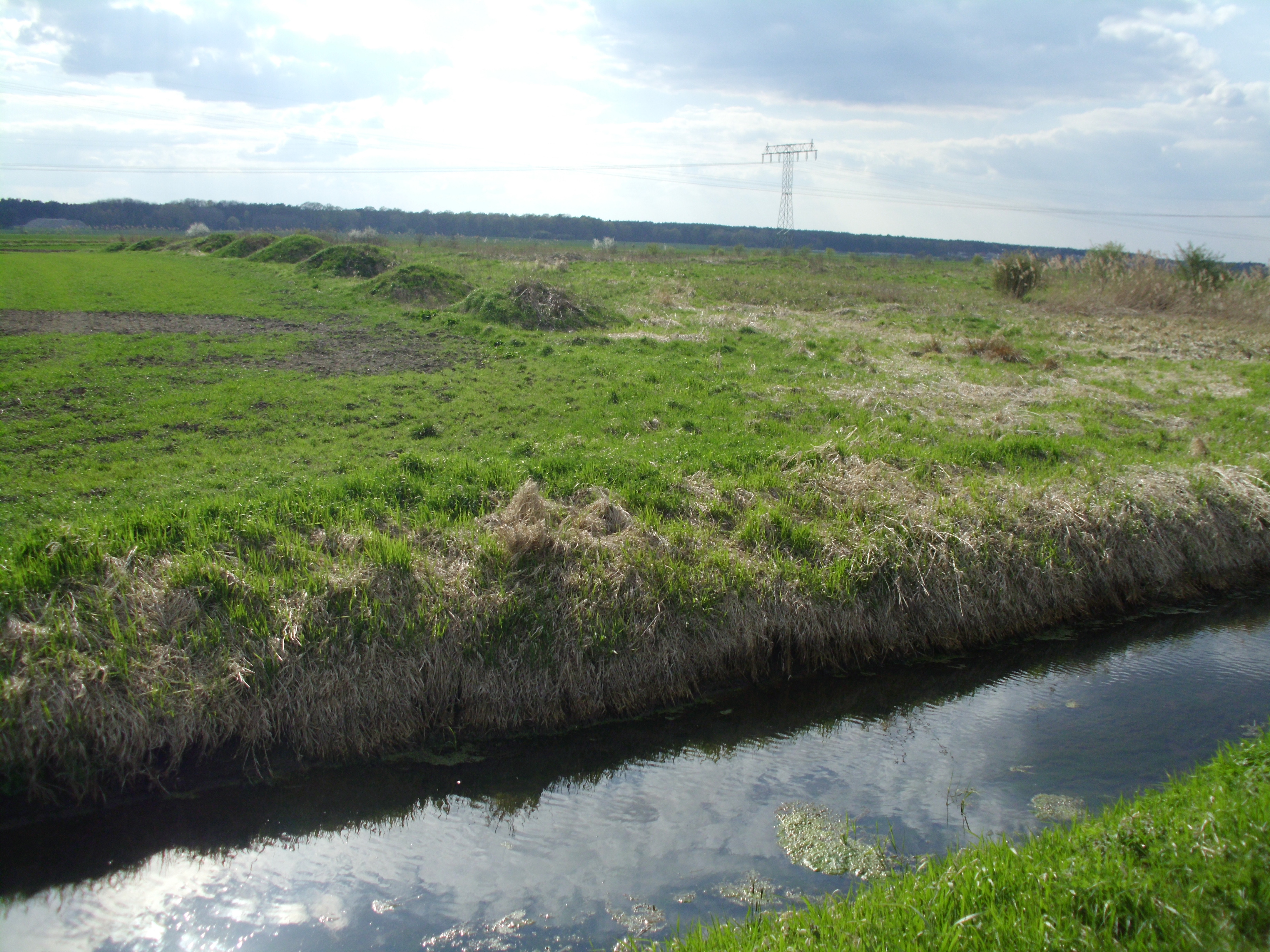
Am „Groddisch“

## Geschichte

### Bis zum 18. Jahrhundert
Funde westlich und nördlich des Ortskerns belegen eine Besiedlung bereits über die gesamte Bronzezeit bis in die frühe Eisenzeit. Eine spätere slawische Besiedlung schlägt sich in den Flurnamen nieder, der „Grodisch“ (altsorbisch Grodišče = Burgstätte) in der Oderaue zwischen Wiesenau und Ziltendorf, zur Flur von Wiesenau gehörend, belegt dies. Hier konnte ein frühslawischer Burgwall ausgegraben werden.
Das Rundlingsdorf „zcu der Krebisguche“ fand seine erste Erwähnung im Jahre 1368, Der Ort war zu dieser Zeit vermutlich in Besitz einer Familie von Strele, 1406 gelangte er in den Besitz des Klosters Neuzelle, als dieses neben der Stadt Fürstenberg (Oder) etliche weitere Güter erwarb.
Um 1430 werden 16 Hufen und als Dorfbewohner „huffenere, gertenere unde budenere, der cruger unde molner“ angegeben. Dieser Müller betrieb am Mühlenfließ eine Mahlmühle, bekannt ist 1700 der Müller Michael Krüger, dessen Nachkommen setzten den Betrieb der Mühle fort. Die Krebsjaucher mussten hier ihr Getreide mahlen, da Mühlenzwang herrschte. Michael Krüger erbaute bereits 1700 an seinem Teich eine Schneidemühle.
Im Neuzeller Stiftsatlas, nach Vermessungen des Stifts in den Jahren 1758 bis 1763, findet sich in den Kartenwerken der Kartografen Christoph Ludwig Grund und C. A. Bohrdt das Dorf Krebsjauche mit 67,2 Morgen. Bohrdts Bebauungsvorschläge wurden zu einem wesentlichen Teil nach dem Dorfbrand von 1758 umgesetzt, als Kirche und Dorf zerstört wurden und „nichts denn das Backhäußgen des Gasthofes am Fließe“ übrig blieb. Bis zum Jahre 1830 entstanden die Dorf- und Kirchstraße durch vollständige Lückenbebauung und ließen die Form eines Rundlingsdorfes entstehen. Viele Wohnhäuser zeigen daher, wie zur Bauzeit im 18. Jahrhundert, mit dem Giebel zur Dorfstraße. Die Neubauten nach dem Großbrand von 1841 durch Blitzschlag wurden teilweise wieder in dieser Ausrichtung erbaut, ebenso Neubauten nach der Zerstörung durch die Frontlinie im Zweiten Weltkrieg.

### 19. Jahrhundert
Im November 1848 vereinigten sich alle konservativen Gruppen des Kreises Lebus zu entsprechenden „Kreisvereinen“ für König und Vaterland, zu diesen reaktionären Vereinen zählte auch eine Gründung in Krebsjauche im Nachbarkreis Guben.
Über die Braunkohlengrube „Consum“ in Krebsjauche gibt es nur wenige Informationen. Den spärlichen Unterlagen für diese kleine bergmännische Auffahrung von 1875 ist zu entnehmen, dass die „Private Braunkohlengrube Consum“ unter dem 1. Februar 1875 angemeldet wurde und zum Königlichen Bergrevier Guben gehörte. Wie lange aktiver Bergbau betrieben wurde, ist nicht belegt.
Wiesenau war über Jahrhunderte Zentrum der Zeidlerzunft. Bereits 1893 berichtete die „Bienen-Zeitung“ von der Zeidlerkirmeß, welche im Juni traditionell gefeiert wurde. Ihre Entstehung verdankte sie den Bienenzüchtern. Die Imker oder Zeidler hatten vor der Separation das Recht, auf den Wiesen in der Oderaue bei Krebsjauche Imkerei zu betreiben. Der Neuzeller Abt Petrus gewährte ihnen am 9. Februar 1416 Fischereigerechtsame in dem „Grossen Lukocz“, einem Wasserloch in der Niederung, sowie Nutzungsbefugnisse in Krebsjaucher Auenwäldern, die in der Mitte des 18. Jahrhunderts schon weitgehend baumfreie Zeidlerwiesen waren. Um 1420 zählte die örtliche Starostei 12 dediczen (Zeidler). Im Jahre 1475 bestätigte der Abt Chrysostomus von Neuzelle die Rechte der Zeidlergesellschaft von Krebsjauche. Auf dem Gebiet des Klosterdorfes bildeten die Besitzer eine eigene Zeidlergesellschaft unter einem bei der Reichskanzlei verpflichteten Vorsteher oder Starosten. Diese Zeidler besaßen 12 Reise von Wiesenwachs, jedes Reis ungefähr 16–18 rheinländische Morgen groß; der Morgen zu 400 Quadratruten gerechnet. Die 12 Reise entsprachen somit 450 Preußischen Morgen oder 112 Hektar. Der Starost und die Ältesten dieser Compagnie hatten bei Streitigkeiten, welche die Zeidlergesellschaft betrafen, das Recht, ein Urteil zu fällen. Ließ sich der Streit damit nicht beilegen, wurde durch die Stiftskanzlei entschieden.
Der Zeidelcompagnie von Krebsjauche gehörten 70 Mitglieder an, darunter Adlige, Bürgerliche und Dorfbewohner aus dem Brandenburgischen. Alle wurden in Zeidelangelegenheiten stets als Inländer angesehen und ohne Vermittlung ihrer Obrigkeit lediglich durch den Starosten vorgeladen; welcher auch die Kanzleibefehle umsetzte. Der Starost bekam als Entlohnung eine Wiese, musste aber dafür den Mitgliedern der Compagnie eine Mahlzeit stellen. Am Johannistage versammelten sich die Zeidler von Krebsjauche, Aurith, Ziltendorf, Brieskow, Lossow und Schernsdorf in einer dazu bestimmten Scheune. Der Pfarrer von Lossow hielt einen Gottesdienst, ein Schmaus folgte, diesen gab der Starost; den Trunk bezahlte jeder für sich. Jährlich, an jedem Sonntag nach Johanni, kamen die Zeidler des Ortes und der umliegenden Ortschaften erneut in Krebsjauche zusammen und verkauften an Händler den gezeidelten Honig und das gewonnene Bienenwachs. Nach dem Schluss des Marktes fand ein festliches Gelage statt, an das sich Spiel und Tanz anschlossen, ohne die Polizeistunde einhalten zu müssen.
Bis in das 19. Jahrhundert war ein an der Schlaube errichteter Krug „Klein Lindow“ ebenfalls eingemeindet. Zu dieser Zeit war im Ort auch ein Kaufmann „mosaischen Glaubens“ ansässig, Karl Kallmann Levy. Seine Tochter heiratete den Kaufmann Max Boas Fellert aus Drehnow. An ihre deportierten und ermordeten Kinder erinnern heute die Fellertstraße in Fürstenberg (Oder) und ein Gedenkstein auf dem Jüdischen Friedhof am Kirchhofweg in Eisenhüttenstadt.

### 20. Jahrhundert
Am 1. Mai 1903 wurde der Eisenbahnhaltepunkt in Krebsjauche an der Niederschlesisch-Märkischen Eisenbahn für den Personen- und Gepäckverkehr eröffnet. Eine Windmühle wurde errichtet, die Getreide mahlte und in den ersten Jahrzehnten des 20. Jahrhunderts elektrischen Strom erzeugte.
Bis 1919 war Wiesenau unter dem Namen Krebsjauche bekannt, im Juli 1919 wurde der Ort durch die Bezirksregierung in Frankfurt (Oder) mit voller Zustimmung der Bevölkerung in Wiesenau umbenannt.
Der etwa 5 km entfernte Ortsteil Kunitzer Loose, gelegen in den Oderauen, war bis 1945 zum Dorf Kunitz am anderen Oderufer (heute Polen, Kunice) zugehörig. In den Jahren 1947/1948 wurde etwa 7 km außerhalb des Ortes das Gut „VEG Ziltendorf“ angelegt, es gehörte als Ortsteil zu Wiesenau.
An der Stelle, an welcher auf der Bohrdt-Karte der Dorfkrug eingetragen ist (urkundlich bereits 1502) befand sich die Gaststätte „Otto Ziche“. 1939 stockte man dieses Haus auf als Schule für die Kinder der 1. bis 8. Klasse. Heute befindet sich im Bürgerhaus „Alte Schule“ die Heimatstube des Ortes.
Die evangelische Kirche wurde nach dem Zweiten Weltkrieg 1952/1953 wieder aufgebaut. Auf dem Kirchhof befindet sich ein Gedenkstein, der an das Oderhochwasser 1997 erinnert und eine Anlage, die den Opfern der beiden Weltkriege und den Opfern von Kriegsfolgen, Willkür und Gewalt gewidmet ist. Zur Kirchengemeinde gehört der örtliche Friedhof.
Auch in Wiesenau wurde in der Nachkriegszeit (1953) eine Landwirtschaftliche Produktionsgenossenschaft (LPG) gegründet. Die LPG „Klement Gottwald“ nutzte in den 1950er Jahren als Offenstallanlage am Pottack, einem kleinen Fließ, errichtete und später ausgebaute Rinderställe für die Milchproduktion. Ebenfalls dort gelegen war eine Schweineaufzuchtanlage, zur LPG gehörte zudem eine Gärtnerei. Im Jahre 1976 wurde eine Milchproduktionsanlage mit 1930 Milchkuhplätzen als zwischengenossenschaftliche Einrichtung (ZGE) der LPGs „Klement Gottwald“ Wiesenau und „Ernst Thälmann“ Ziltendorf in Betrieb genommen. Heute betreibt die 1991 gegründete Bauerngesellschaft Ziltendorfer Niederung moderne Landwirtschaft.

### Verwaltungsgeschichte
Wiesenau gehörte seit 1817 zum Kreis Guben in der Provinz Brandenburg und ab 1952 zum Kreis Eisenhüttenstadt-Land im DDR-Bezirk Frankfurt (Oder). Seit 1993 liegt die Gemeinde im brandenburgischen Landkreis Oder-Spree.

### Namensdeutung Krebsjauche
Das Dorf „zcu der Krebisguche“ wurde 1368 erstmals urkundlich erwähnt. In späteren Zeiten findet sich auch „Krebslauche“ oder „Krebsgauche“, eine Ableitung des sorbischen Juche = Brühe, Suppe.
Der Volksmund weiß dazu eine andere Geschichte:

„Einst trafen Fuchs und Krebs zusammen, die wetteten miteinander, wer am schnellsten laufen könne. Da machten sich Beide auf, und der Fuchs, der doch seiner Sache gewiß war, ging ganz langsam voraus. Der Krebs aber kniff sich ganz leise, ohne daß es der Fuchs merkte, in die Haare der Rute desselben, und ließ sich auf solche Weise nachschleifen. Wie sie nun dicht am Ziel waren, kroch der Krebs tiefer in die Haare hinein und kniff den Fuchs mit den Scheeren so an der Rute, daß dieser wüthend mit ihr um sich schlug, wobei der Krebs den richtigen Augenblick wahrnahm, losließ und so mit aller Macht ans Ziel geschleudert wurde. Da rief er voller Freuden: ‚Krebsjuchhe!‘ und als nachmals an dieser Stelle ein Dorf gebaut wurde, nannte man es zum Andenken an die List des Krebses ‚Krebsjuchhe‘, woraus später der jetzige Name entstanden ist.“

## Bevölkerungsentwicklung
| Jahr | Einwohner |
| ---- | --------- |
| 1864 | 1 134     |
| 1875 | 1 235     |
| 1890 | 1 258     |
| 1910 | 1 316     |
| 1925 | 1 385     |
| 1933 | 1 611     |
| 1939 | 1 602     |

| Jahr | Einwohner |
| ---- | --------- |
| 1946 | 1 358     |
| 1950 | 1 514     |
| 1964 | 1 517     |
| 1971 | 1 485     |
| 1981 | 1 296     |
| 1985 | 1 281     |

| Jahr | Einwohner |
| ---- | --------- |
| 1990 | 1 247     |
| 1995 | 1 267     |
| 2000 | 1 434     |
| 2005 | 1 429     |
| 2010 | 1 334     |
| 2015 | 1 270     |

| Jahr | Einwohner |
| ---- | --------- |
| 2020 | 1 265     |
| 2021 | 1 243     |
| 2022 | 1 241     |
| 2023 | 1 223     |
| 2024 | 1 225     |

Gebietsstand des jeweiligen Jahres, Einwohnerzahl: Stand 31. Dezember (ab 1991), ab 2011 auf Basis des Zensus 2011, ab 2022 auf Basis des Zensus 2022

## Politik

### Gemeindevertretung
Die Gemeindevertretung von Wiesenau besteht aus zehn Gemeindevertretern und dem ehrenamtlichen Bürgermeister. Die Kommunalwahl am 9. Juni 2024 führte bei einer Wahlbeteiligung von 74,6 % zu folgendem Ergebnis:
| Partei / Wählergruppe                         | Stimmenanteil 2019 | Sitze 2019 |        | Stimmenanteil 2024 | Sitze 2024 |
| --------------------------------------------- | ------------------ | ---------- | ------ | ------------------ | ---------- |
| Wählergruppe für Jugend, Wirtschaft und Sport | 44,5 %             | 5          | 38,7 % | 4                  |            |
| Freie Bürgervereinigung Wiesenau              | 28,5 %             | 3          | 32,8 % | 3                  |            |
| AfD                                           | 12,7 %             | 1          | 23,7 % | 2                  |            |
| Einzelbewerber Torsten Neumann                | –                  | –          | 04,8 % | 1                  |            |
| CDU                                           | 14,2 %             | 1          | –      | –                  |            |
| Insgesamt                                     | 100 %              | 10         | 100 %  | 10                 |            |

### Bürgermeister
- 1998–2014: Rainer Bublak (SPD)[26]
- 2014–2019: Klaus-Dieter Köhler (Wählergruppe für Jugend, Wirtschaft und Sport)[27]
- seit 2019: Karsten Wolff (Wählergruppe für Jugend, Wirtschaft und Sport)

Wolff wurde bei der Bürgermeisterwahl am 26. Mai 2019 ohne Gegenkandidat mit 84,7 % der gültigen Stimmen gewählt. Am 9. Juni 2024 wurde er wiederum ohne Gegenkandidat mit 76,4 % der gültigen Stimmen in seinem Amt bestätigt. Seine Amtszeit beträgt fünf Jahre.

### Wappen
Das Wappen wurde am 18. Juni 1997 genehmigt.
Blasonierung: „In Gold eine gestürzte grüne Spitze, darin ein goldener Krebs, nach der Figur begleitet von zwei schwarzen Sensenklingen.“

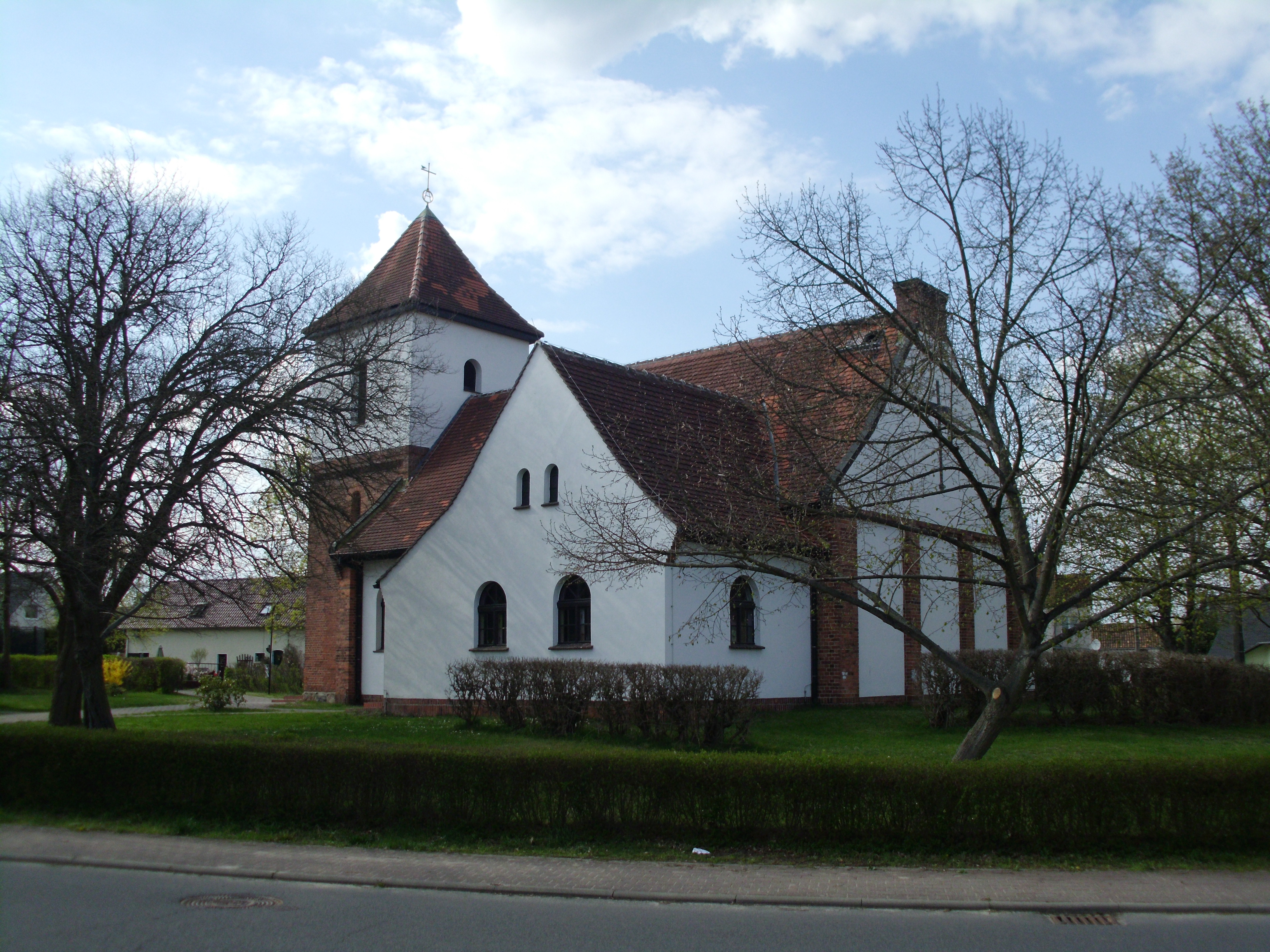
Kirche Wiesenau

## Sehenswürdigkeiten und Kultur
In der Liste der Bodendenkmale in Wiesenau sind die Bodendenkmale der Gemeinde aufgeführt.
Regelmäßige Veranstaltungen
Die Zeidelkirmes ist ein Teil der Wiesenauer Kulturgeschichte und wurde nach langer Pause im Jahre 1978 wiederbelebt. Noch heute feiern die Wiesenauer nach überliefertem Brauch jedes Jahr am 24. Juni (Johannistag) oder am darauffolgenden Sonntag ihre Zeidelkirmes.

## Wirtschaft und Infrastruktur
Im von der Landwirtschaft geprägten Ort betreibt die Bauerngesellschaft Ziltendorfer Niederung zwei Biogasanlagen und eine größere Solarstromanlage.
In der Gemeinde gibt es Handel und Gewerbe, Dienstleistungsanbieter, Gesundheitswesen und Kindertagesstätte. Schulen befinden sich im benachbarten Ziltendorf und in Groß Lindow.

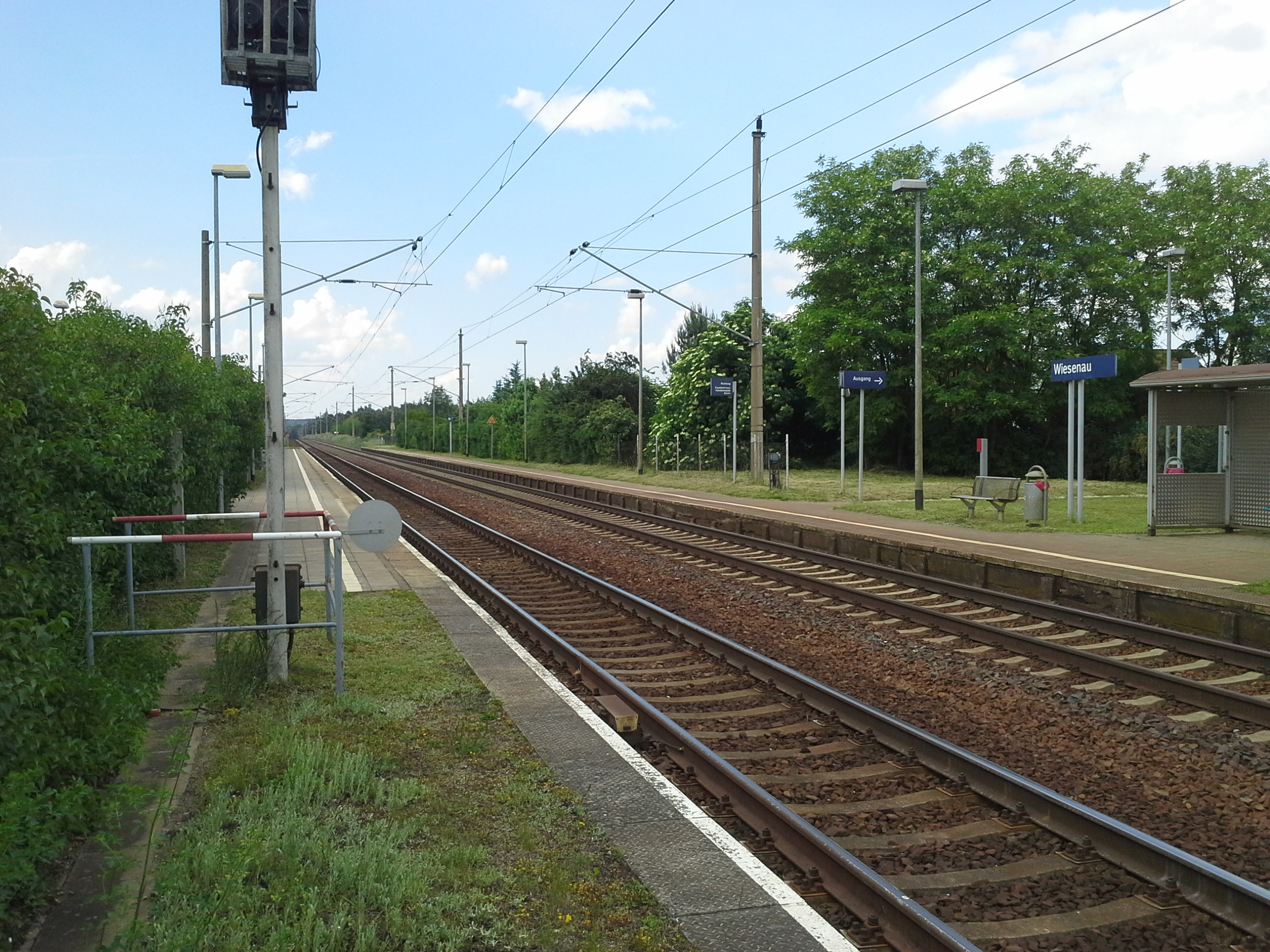
Haltepunkt Wiesenau

### Verkehr
Wiesenau liegt an der B 112 zwischen Frankfurt (Oder) und Eisenhüttenstadt. 12 km nördlich befindet sich die Anschlussstelle Frankfurt (Oder)-Mitte der A 12 Berlin–Frankfurt (Oder).
Der Haltepunkt Wiesenau an der Niederschlesisch-Märkischen Eisenbahn wird von der Regionalbahnlinie RB 43 (Frankfurt (Oder)–Falkenberg (Elster)) sowie der Regionalexpresslinie RE 10 (Frankfurt(Oder)–Leipzig) bedient und verbindet den Ort mit Frankfurt (Oder) (Fahrzeit 12 Minuten) und Cottbus (Fahrzeit etwa 1 Stunde). Das Radwegenetz ist gut ausgebaut. Der Flugplatz Eisenhüttenstadt befindet sich in etwa 5 km Entfernung in Pohlitz.

### Sport
- Anglerverein „Ortsgruppe Hecht“ Wiesenau.
- Anglerverein Früh-Auf, gegründet 1929
- Sportgemeinschaft „Wiesenau 03“

### Tourismus
Durch seine Lage zwischen Oder, Friedrich-Wilhelm-Kanal, Schlaube und dem Oder-Spree-Kanal bietet das ländliche Gebiet des Amtes Brieskow-Finkenheerd den an Wassersport interessierten Touristen Ausflugsmöglichkeiten. Der Helenesee und der Katjasee liegen ebenso wie der Kleine und der Große Pohlitzer See ganz in der Nähe.